# Olsenbanden + Data-Harry sprenger verdensbanken
 Der er for få eller ingen kildehenvisninger i denne artikel, hvilket er et problem. Du kan hjælpe ved at angive troværdige kilder til de påstande, som fremføres i artiklen.

Olsenbanden + Data-Harry sprenger verdensbanken er en norsk film fra 1978. Den havde premiere den 18. august 1978, og er instrueret af Knut Bohwim. Filmen er den niende i den norske udgave af Olsenbande-filmene. Den er baseret på den danske film Olsen-banden deruda'

## Handling
Egon havner igen i fængsel efter et mislykket kup ved selveste Stortinget. Da Egon sættes fri, har Kjell og Benny fået en ny chef, nemlig Harry. Efter at have sovet i en container, blev Dynamitt-Harry lavet til Data-Harry. Egons plan denne gang er at købe 30.000 tons smør, således at russerne, som har smørmangel, kan købe smør af dem for store penge. Men Egons ærkefjende nummer 1 Kongen har fået som opgave at udrydde hele Olsenbanden sammen med sin lidt dummere, men store højrehånd, Biffen (efter at han blev uvenner med Knægten). Dette går dog ikke godt.

## Medvirkende
| Rolle                                 | Skuespiller            |
| ------------------------------------- | ---------------------- |
| Egon Olsen                            | Arve Opsahl            |
| Kjell Jensen                          | Carsten Byhring        |
| Benny Fransen                         | Sverre Holm            |
| Data-Harry                            | Harald Heide-Steen Jr. |
| Valborg Jensen                        | Aud Schønemann         |
| Kongen                                | Henki Kolstad          |
| Biffen                                | Ove Verner Hansen      |
| Larsen                                | Arne Aas               |
| Hallandsen                            | Alf Malland            |
| Stortingsrepræsentant Smith-Nilsen    | Bjørn Watt Boolsen     |
| Kriminalbetjent Hermansen             | Sverre Wilberg         |
| Kriminalassistent Holm                | Øivind Blunck          |
| Vagtmand med hund                     | Dan Fosse              |
| Taxichaufør                           | Ulf Wengård            |
| Pige som hater biler i fart           | Sisse Breistrand       |
| Mand som har flyttegods på taget      | Knut Bohwim            |
| Justisministeren                      | Adolf Bjerke           |
| Portvagt i Verdensbanken              | Arne Lie               |
| Vagt for pengene fra Verdensbanken    | Sverre Årnes           |
| Chaufør for pengene fra Verdensbanken | Peter Meyer            |
| Nyhetsopplæsær                        | Tom Berntzen           |
| TV-underholder                        | Harald Tulberg         |
| Vagtchef i Verdensbanken              | Karl Stegger           |